# 16 juni
16 juni is de 167ste dag van het jaar (168ste dag in een schrikkeljaar) in de gregoriaanse kalender. Hierna volgen nog 198 dagen tot het einde van het jaar.

## Gebeurtenissen
- Algemeen
  - 1509 - Filips van Nassau-Idstein wordt opgevolgd door zijn broer Adolf III.
  - 1904 - Op deze dag speelt het boek Ulysses van James Joyce zich af.
  - 2011 - Schepen in wateren bij Benin in West-Afrika moeten waakzaam zijn voor piraten, zo waarschuwt het Internationaal Maritiem Bureau.
- Criminaliteit en veiligheid
  - 2016 - Het Britse parlementslid Jo Cox wordt op straat doodgeschoten.
- Bouwkunst en architectuur
  - 1936 - In Nijmegen wordt de Waalbrug, destijds langste boogspanningbrug van Europa, geopend door koningin Wilhelmina.
- Infrastructuur
  - 1948 - De Franse overheid richt de luchtvaartmaatschappij Air France op.
  - 2007 - Opening van de Betuweroute door Koningin Beatrix.
- Media Première van de film Grease.

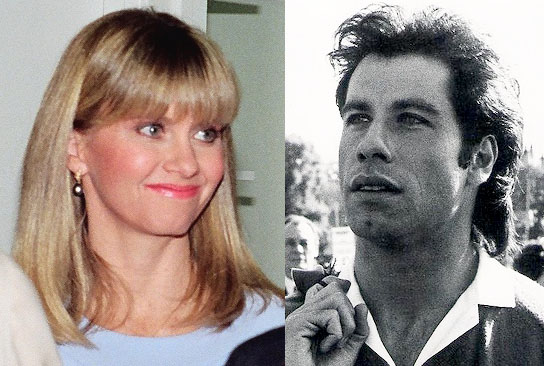
Première van de film Grease.

  - 1978 - De film Grease, gebaseerd op de gelijknamige musical uit 1972, gaat in première in Amerika.[1]
- Muziek
  - 2007 - Laatste concert, in Ahoy' in Rotterdam, van de Nederlandse popgroep BZN.[1]
- Oorlog
  - 1815 - Napoleon trekt met zijn troepen de Franse noordgrens over, België in. Hij verslaat de Pruisische aanvoerder Blücher in de slag bij Ligny. Zie ook: Slag bij Waterloo. Wellington houdt in de Slag bij Quatre-Bras Franse troepen onder maarschalk Michel Ney tegen.
  - 2000 - De Veiligheidsraad neemt naar aanleiding van hernieuwde gevechten tussen Oeganda en Rwanda in Kisangani unaniem een resolutie (1304) aan waarin het optreden van beide landen in de DR Congo veroordeeld wordt.
- Politiek
  - 1831 - Het eerste nummer van het Belgisch Staatsblad rolt van de persen.
  - 1884 - Jules Malou wordt premier van België.
  - 1891 - John Abbott wordt premier van Canada.
  - 1912 - Rusland en Frankrijk sluiten een marineverdrag.
  - 1955 - Paus Pius XII excommuniceert Juan Perón.
  - 1961 - De Russische balletdanser Rudolf Noerejev vraagt in Parijs politiek asiel aan.
  - 1976 - Studentenrellen in Soweto, Zuid-Afrika.
  - 1981 - Grisja Filipov wordt voorzitter van de Raad van Ministers in Bulgarije.
  - 1999 - Thabo Mbeki volgt Nelson Mandela op als president van Zuid-Afrika.
  - 2005 - Het Nederlandse Alerteringssysteem Terrorismebestrijding ATb treedt in werking.
  - 2021 - In Genève ontmoeten Vladimir Poetin en Joe Biden elkaar voor het eerst persoonlijk. De topontmoeting duurde vier uur en was constructief en zetten hun ambassadeurs weer op hun posten.

- Recreatie

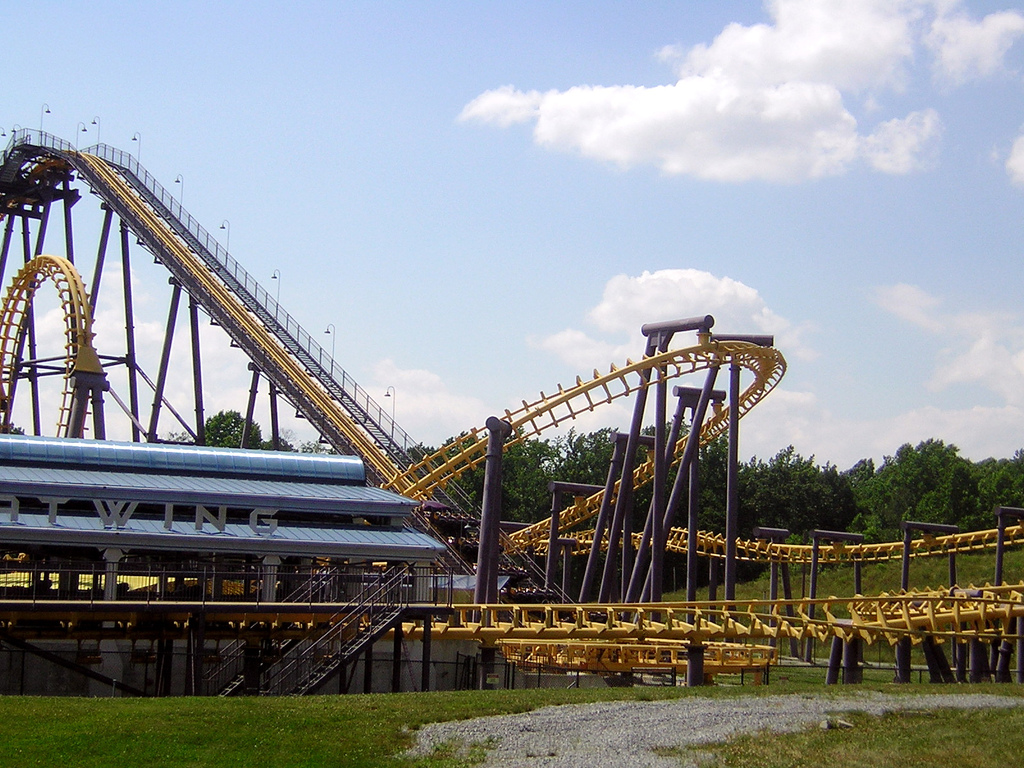
Batwing

  - 1967 - Het Monterey Pop Festival vindt plaats[1], een 3-daags evenement met o.a optredens van The Who, Jimi Hendrix en Janis Joplin.
  - 2001 - In Six Flags America wordt de attractie Batwing geopend.
  - 2016 - Opening van Shanghai Disneyland, het eerste Disney-park binnen het Shanghai Disney Resort
- Religie
  - 1846 - Kardinaal Giovanni Maria Mastai Ferretti wordt gekozen tot Paus Pius IX.
  - 1929 - Zaligverklaring van Claude de la Colombière (1641-1682), Frans Jezuïet
- Sport
  - 1945 - Oprichting van de Poolse voetbalclub Odra Opole.
  - 1971 - Voetbalvereniging G.V.A.V. verandert haar naam in FC Groningen.
  - 1995 - Leden van het Internationaal Olympisch Comité besluiten in Boedapest om de Olympische Winterspelen van 2002 toe te kennen aan de Amerikaanse stad Salt Lake City.
  - 1999 - De Amerikaanse atleet Maurice Greene verbetert het bijna 3 jaar oude record op de 100 m sprint met 0,05 s en brengt het op 9,79 s.
  - 2001 - De hockeyers van Hockeyclub 's-Hertogenbosch winnen de landstitel in de Nederlandse hockeyhoofdklasse door Oranje Zwart met 2-1 te verslaan in de tweede wedstrijd uit de finale van de play-offs.
  - 2002 - De hockeysters van Hockeyclub 's-Hertogenbosch winnen de vijfde landstitel op rij in de Nederlandse hoofdklasse door HC Rotterdam met 4-1 te verslaan in het derde duel uit de finale van de play-offs.
  - 2005 - Oprichting van de Sloveense voetbalclub Nogometno Društvo Mura 05, kortweg ND Mura 05, de erfopvolger van het failliete NK Mura.
- Wetenschap en technologie
  - 1667 - Door de Staten-Generaal van Nederland wordt octrooi verleend aan Christiaan Huygens voor het door hem uitgevonden slingeruurwerk.
  - 1903 - Apotheker Caleb Bradham brouwt zijn eerste flesje Pepsi-Cola.
  - 1903 - Henry Ford richt de Ford Motor Company op in Detroit.
  - 1911 - Oprichting van het technologiebedrijf IBM.
  - 1963 - Lancering van de Vostok 6 met aan boord de Sovjet-Russische Valentina Teresjkova voor een gezamenlijke vlucht met Vostok 5. Teresjkova wordt daarmee de eerste vrouw in de ruimte.[2]
  - 1998 - Na 134 jaar komt het laatste deel van het Woordenboek der Nederlandsche Taal gereed.

## Geboren

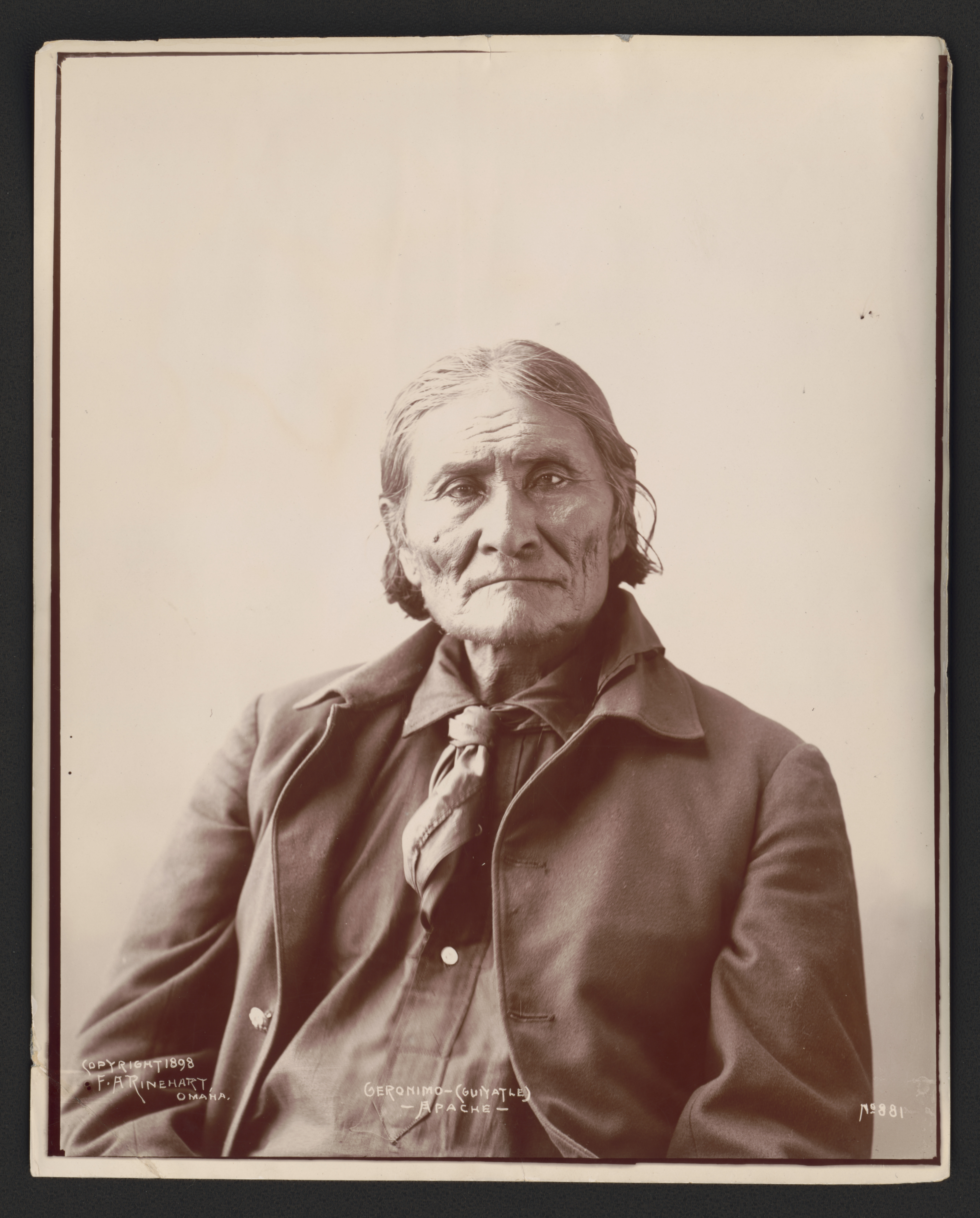
Geronimo
geboren in 1829

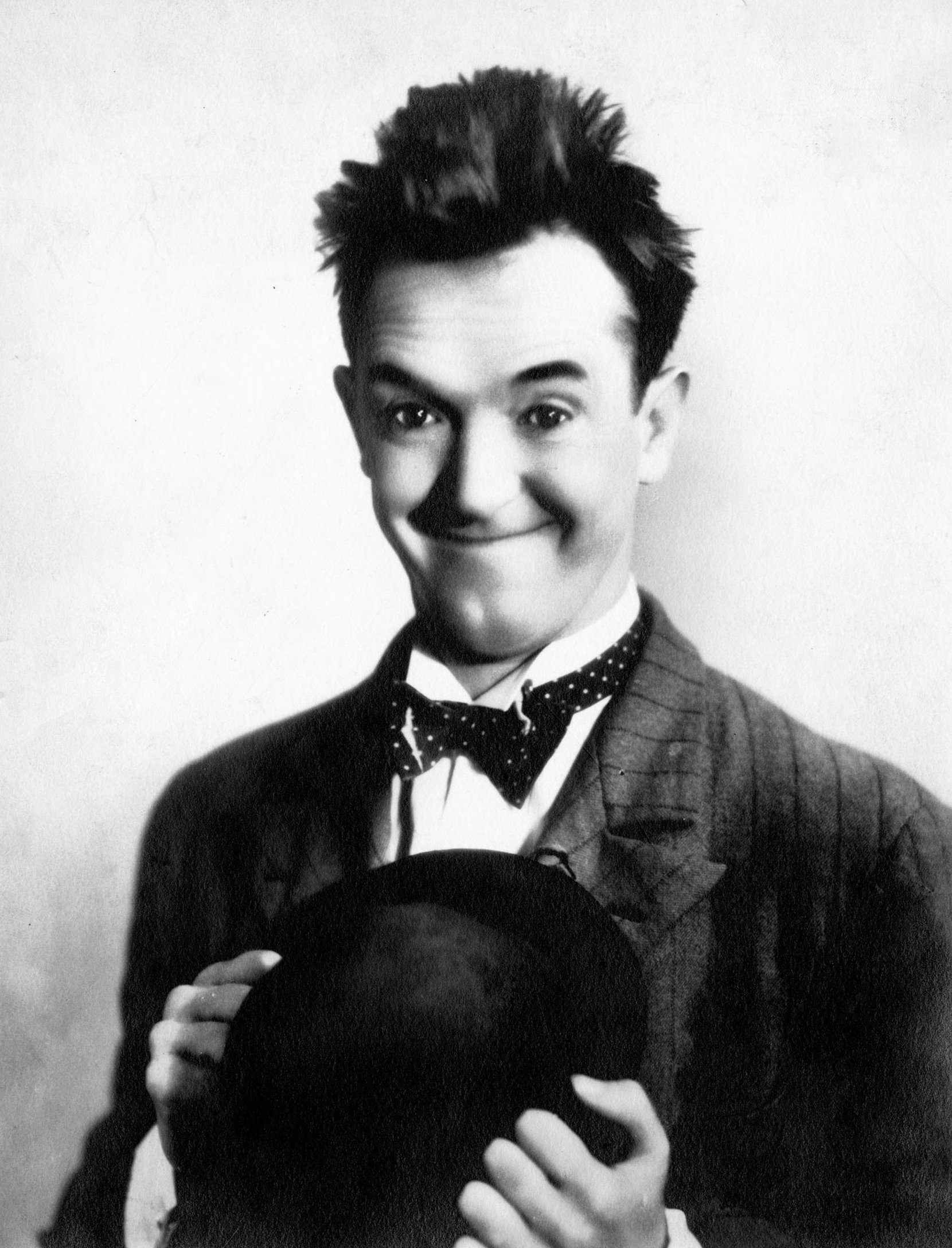
Stan Laurel
geboren in 1890

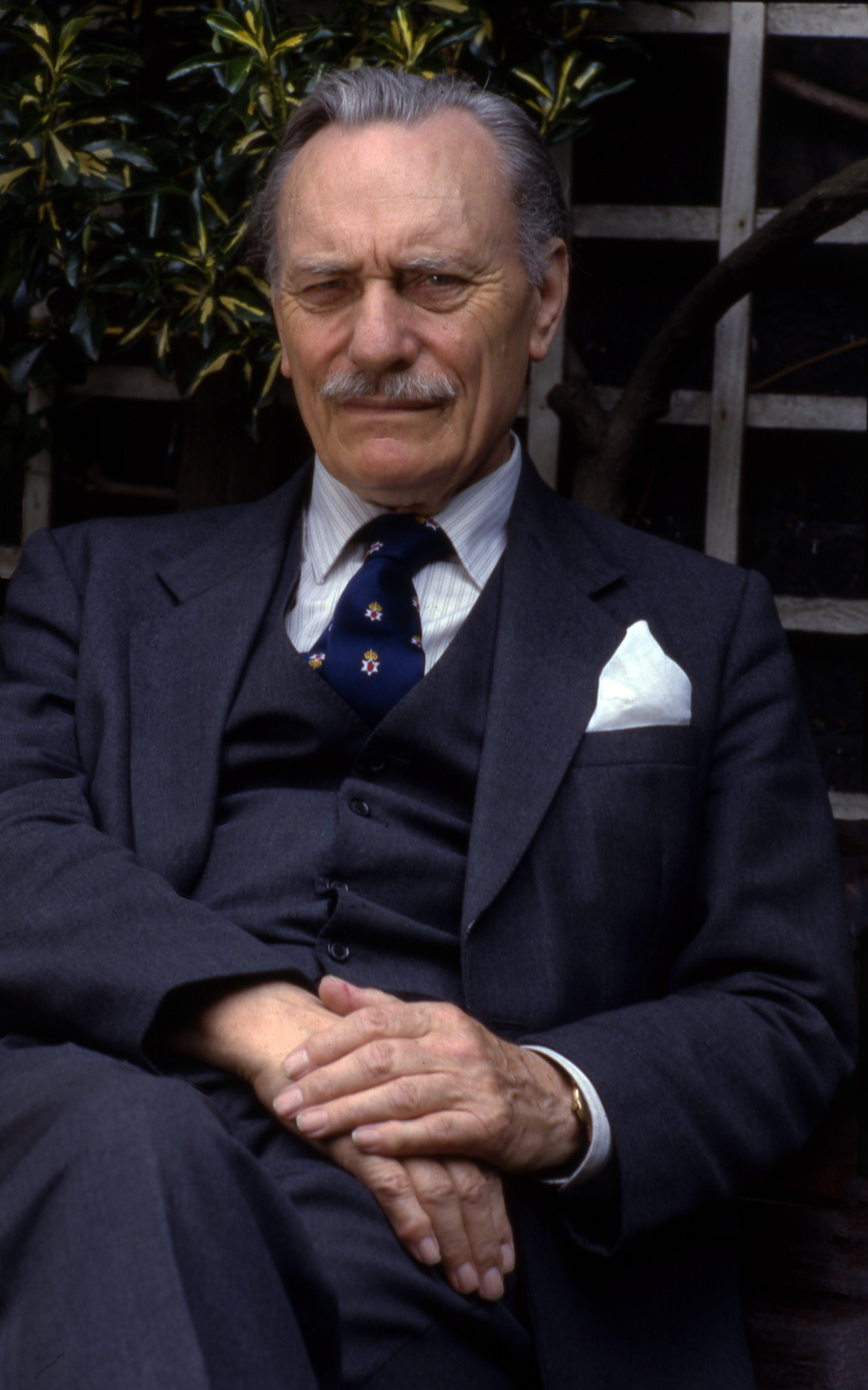
Enoch Powell
geboren in 1912

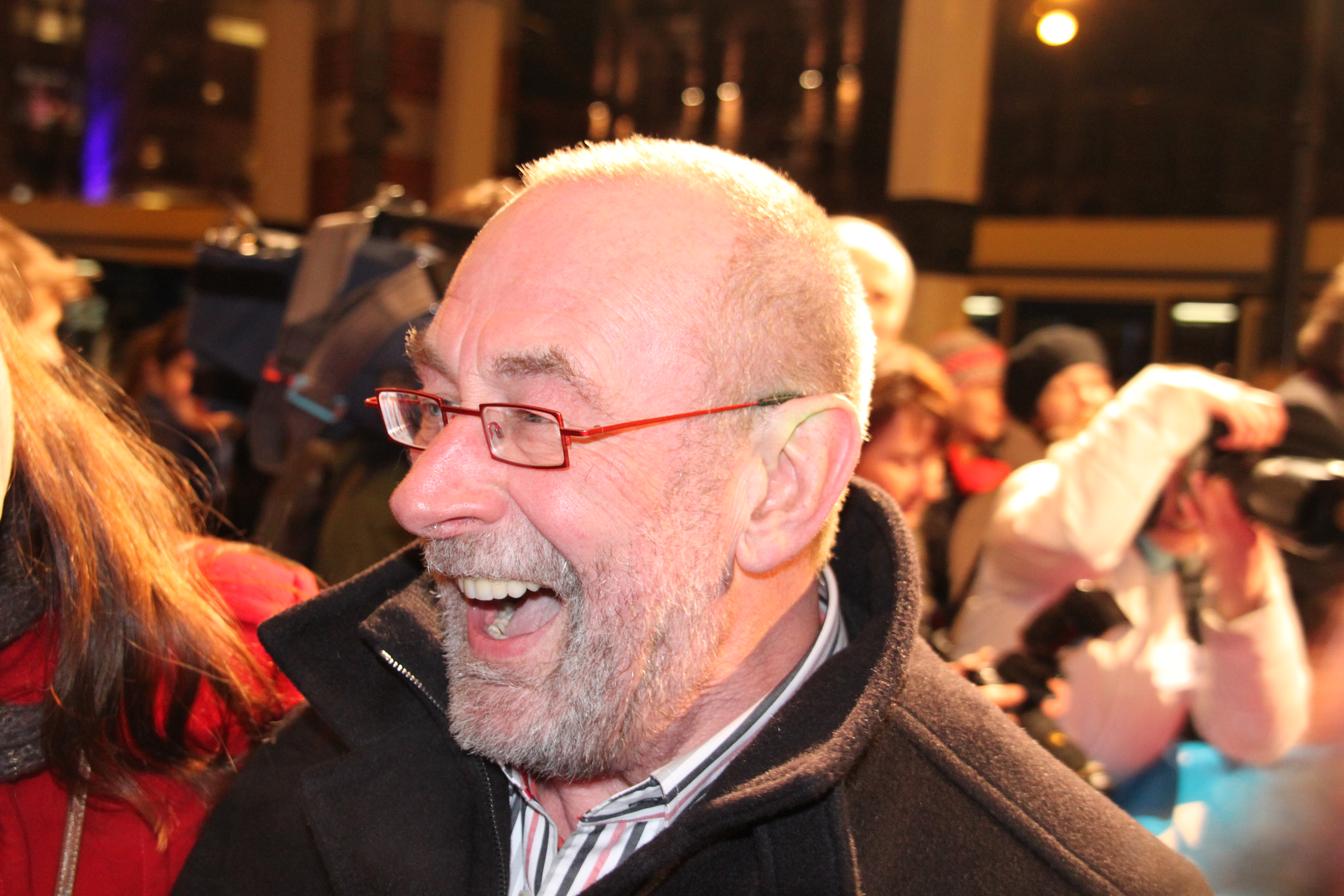
Hans Dorrestijn
geboren in 1940

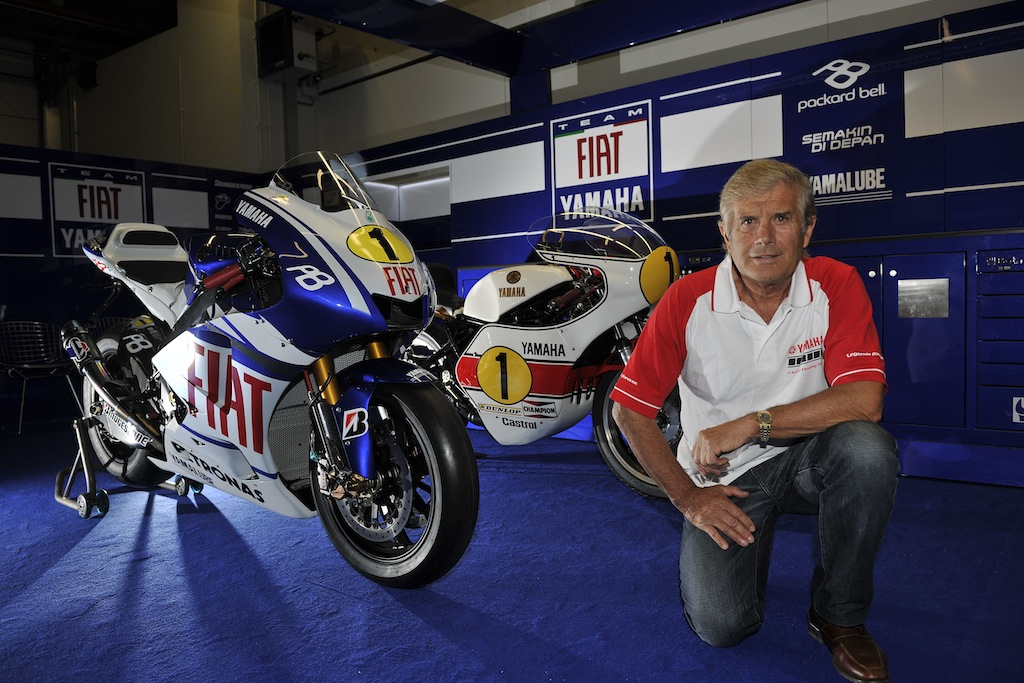
Giacomo Agostini
geboren in 1942

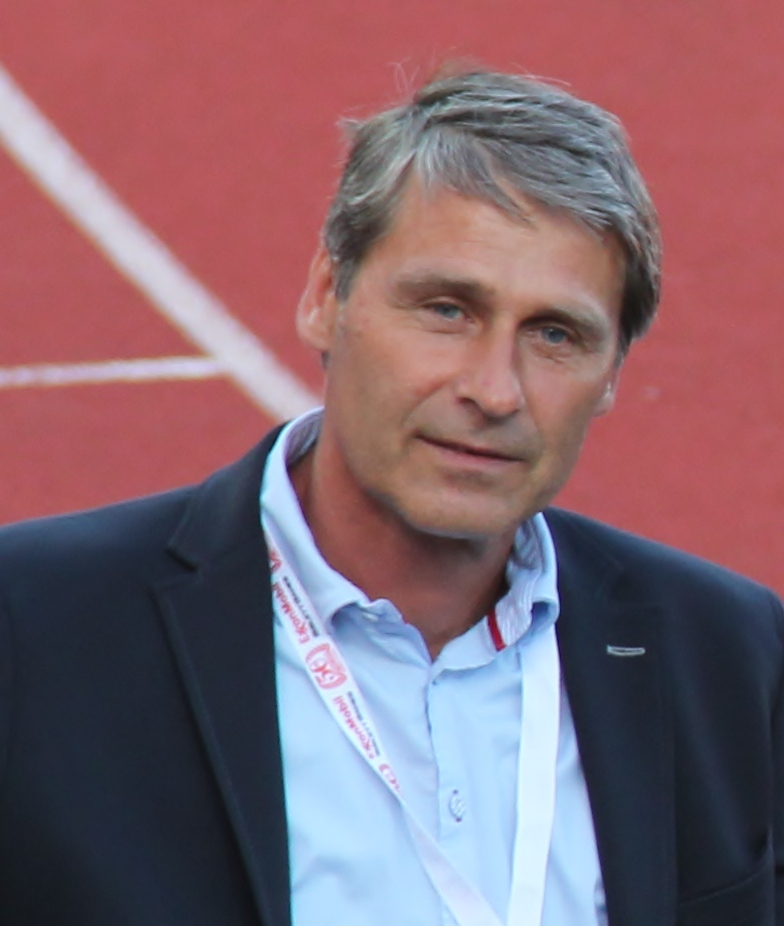
Jan Železný
geboren in 1966

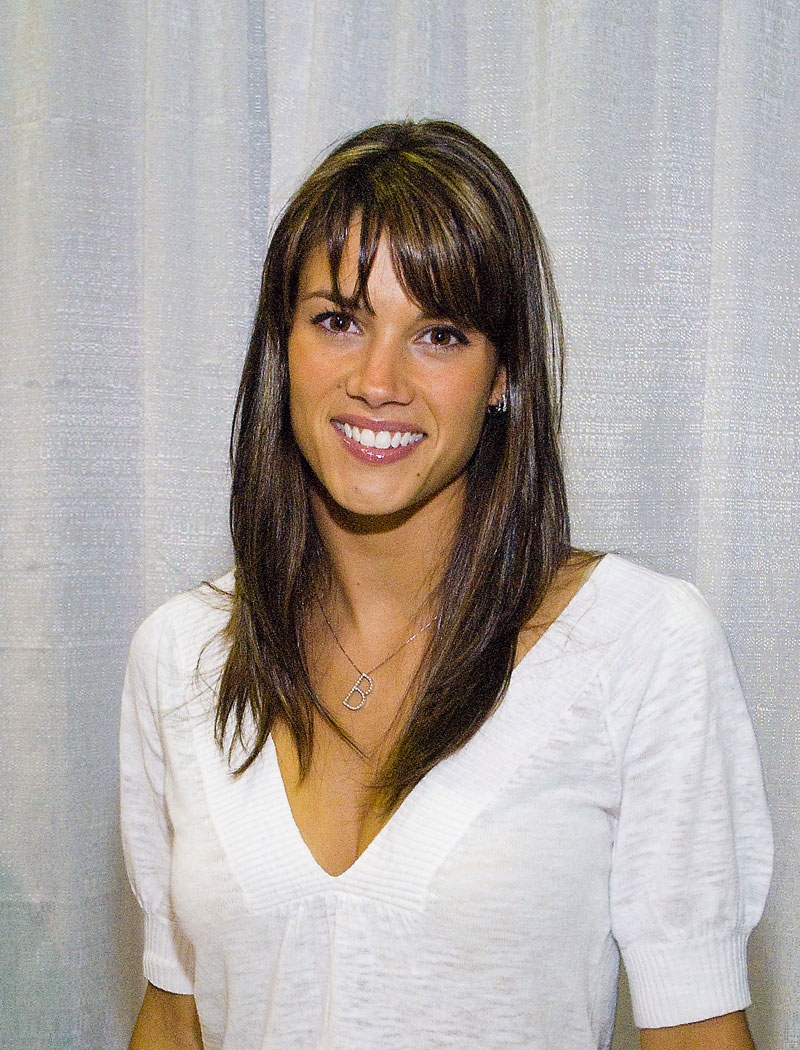
Missy Peregrym
geboren in 1982

- 1562 - Wolraad III van Waldeck-Eisenberg, Duits graaf en militair (overleden 1587)
- 1612 - Murat IV, sultan van het Ottomaanse Rijk (overleden 1640)
- 1792 - John Linnell, Engels kunstschilder (overleden 1882)
- 1829 - Geronimo, Apache-vechter en -leider (overleden 1909)
- 1858 - Koning Gustaaf V van Zweden (overleden 1950)
- 1879 - Theo Thijssen, Nederlands schrijver (overleden 1943)
- 1890 - Stan Laurel, Brits acteur en komiek (overleden 1965)
- 1895 - Oswald Wenckebach, Nederlands beeldhouwer en kunstschilder (overleden 1962)
- 1902 - Barbara McClintock, Amerikaans genetica (overleden 1992)
- 1904 - Gerard Holt, Nederlands architect (overleden 1988)
- 1909 - Willi Boskovsky, Oostenrijks dirigent en violist (overleden 1991)
- 1910 - Juan Velasco Alvarado, Peruviaans politicus (overleden 1977)
- 1911 - Gerrit Kempe, Nederlands criminoloog (overleden 1979)
- 1912 - Gordon Gollob, Oostenrijks gevechtspiloot (overleden 1987)
- 1912 - Enoch Powell, Brits politicus (overleden 1998)
- 1915 - Mariano Rumor, Italiaans politicus (overleden 1990)
- 1917 - Katharine Graham, Amerikaans krantenuitgeefster (overleden 2001)
- 1920 - José López Portillo, president van Mexico (overleden 2004)
- 1920 - Eva Estrada-Kalaw, Filipijns senator en parlementslid (overleden 2017)
- 1922 - Eric Boot, Nederlands kunstenaar (overleden 2014)
- 1922 - Prinses Souvankham Vongkot Rattana, lid van de koninklijke familie van Luang Prabang (overleden 1995)
- 1922 - Rinus Terlouw, Nederlands voetballer (overleden 1992)
- 1923 - Ron Flockhart, Schots autocoureur (overleden 1962)
- 1923 - Johannes Langenberg, Nederlands marineofficier (overleden 2002)
- 1924 - Lucky Thompson, Amerikaans jazzsaxofonist (overleden 2005)
- 1925 - Sven Agge, Zweeds biatleet (overleden 2004)
- 1925 - Ifigenia Martínez, Mexicaans politica en econoom (overleden 2024)
- 1925 - Otto Muehl, Oostenrijks kunstenaar (overleden 2013)
- 1925 - Henny Orri, Nederlands actrice (overleden 2022)
- 1926 - Efraín Ríos Montt, Guatemalteeks dictator (overleden 2018)
- 1928 - Annie Cordy, Belgisch Franstalig zangeres en actrice (overleden 2020)
- 1928 - John Cuneo, Australisch zeiler (overleden 2020)
- 1928 - Ernst Stankovski, Oostenrijks acteur, cabaretier, quizmaster en chansonnier (overleden 2022)
- 1929 - Willy Lauwens, Belgisch schrijver (overleden 1995)
- 1930 - Mike Sparken, Frans autocoureur (overleden 2012)
- 1930 - Jack Straus, Amerikaans pokerspeler (overleden 1988)
- 1931 - Lydia Chagoll, Belgisch-Nederlands danseres, choreografe, schrijfster en cineaste (overleden 2020)
- 1932 - Alla Osipenko, Russisch balletdanseres (overleden 2025)
- 1934 - Eileen Atkins, Engels actrice
- 1934 - Bill Cobbs, Amerikaans acteur (overleden 2024)
- 1935 - Jim Dine, Amerikaans beeldhouwer en popart-kunstenaar
- 1936 - Fred Oster, Nederlands televisiepersoonlijkheid
- 1936 - August Willemsen, Nederlands vertaler en schrijver (overleden 2007)
- 1937 - Simeon II, tsaar en premier van Bulgarije
- 1938 - Torgny Lindgren, Zweeds schrijver (overleden 2017)
- 1938 - Ramon Obusan, Filipijns danser, dansleraar en choreograaf (overleden 2006)
- 1938 - Frits Soetekouw, Nederlands voetballer (overleden 2019)
- 1939 - Victor Halberstadt, Nederlands econoom (overleden 2024)
- 1940 - Hans Dorrestijn, Nederlands cabaretier en schrijver
- 1940 - Thea White, Amerikaans stemactrice (overleden 2021)
- 1941 - Lamont Dozier, Amerikaans songwriter, producer en zanger (overleden 2022)
- 1941 - Tõnu Õim, Estlands schaker
- 1941 - Jan Schröder, Nederlands wielrenner (overleden 2007)
- 1942 - Giacomo Agostini, Italiaans motorcoureur
- 1942 - Dineke van As-Kleijwegt, Nederlands politicus
- 1943 - Guy Stas, Belgisch atleet
- 1944 - Firmin Dupulthys, Belgisch politicus (overleden 2025)
- 1945 - Corrie Bakker, Nederlands atlete
- 1946 - Gérard Biguet, Frans voetbalscheidsrechter
- 1946 - Gérard Grisey, Frans componist (overleden 1998)
- 1946 - Iain Matthews, Brits musicus
- 1946 - Jodi Rell, Amerikaans politica (overleden 2024)
- 1947 - Günther Kaufmann, Duits acteur (overleden 2012)
- 1947 - Gijs Schreuders, Nederlands journalist en politicus (overleden 2020)
- 1948 - Eduardo Retat, Colombiaans voetballer en voetbaltrainer
- 1948 - Fredy Studer, Zwitsers jazzdrummer (overleden 2022)
- 1949 - Michael Cramer, Duits politicus
- 1949 - Paulo Cézar Lima (Paulo Cézar Caju), Braziliaans voetballer
- 1950 - Klaus Lage, Duits zanger
- 1951 - Charlie Dominici, Amerikaans zanger (overleden 2023)
- 1951 - Roberto Durán, Panamees bokser
- 1952 - Rob Kloet, Nederlands drummer
- 1952 - Jan Willem de Korver, Nederlands golfer
- 1952 - Gino Vannelli, Canadees zanger en tekstschrijver
- 1952 - Aleksandr Zajtsev, Russisch kunstschaatser
- 1953 - Valerie Mahaffey, Amerikaans actrice (overleden 2025)
- 1953 - Ian Mosley, Brits drummer
- 1953 - Johan Van den Driessche, Belgisch zakenman en politicus (overleden 2025)
- 1954 - John Albert Jansen, Nederlands journalist (overleden 2024)
- 1954 - Haitske Pijlman, Nederlands schaatsster
- 1955 - Laurie Metcalf, Amerikaans actrice
- 1956 - Gianni De Biasi, Italiaans voetballer en voetbaltrainer
- 1956 - Eddy De Leeuw, Belgisch atleet (overleden 2015)
- 1956 - Tony O'Callaghan, Engels acteur
- 1957 - Adri van Tiggelen, Nederlands voetballer
- 1957 - Erik de Zwart, Nederlands radiomaker
- 1958 - Marcel Schmidt, Nederlands drummer
- 1959 - Lars-Erik Hansson, Zweeds handballer
- 1959 - James Hellwig (Ultimate Warrior), Amerikaans worstelaar (overleden 2014)
- 1960 - Marjolein Faber, Nederlands politica (PVV)
- 1961 - Petru Iosub, Roemeens roeier
- 1965 - Laverne Eve, Bahamaans atlete
- 1965 - Andrea Ghez, Amerikaans astronoom
- 1965 - Karina Skibby, Deens wielrenster
- 1966 - Randy Barnes, Amerikaans atleet
- 1966 - Jan Železný, Tsjecho-Slowaaks/Tsjechisch atleet
- 1967 - Jürgen Klopp, Duits voetballer en voetbaltrainer
- 1967 - Koen Loete, Belgisch politicus
- 1967 - Jenny Shimizu, Japans-Amerikaans model
- 1968 - Sander Groen, Nederlands tennisser
- 1968 - Niclas Grönholm, Fins voetballer
- 1968 - Mariana Mazzucato, Italiaans-Amerikaans econome
- 1969 - Tibor Jančula, Slowaaks voetballer
- 1969 - Didier Priem, Belgisch wielrenner
- 1969 - MC Ren (Lorenzo Jerald Patterson), Amerikaans rapper
- 1970 - Jaime Oncins, Braziliaans tennisser
- 1970 - Cobi Jones, Amerikaans voetballer
- 1971 - Tupac Shakur, Amerikaans rapper (overleden 1996)
- 1973 - Jan Maarten Heideman, Nederlands marathonschaatser
- 1973 - Nikos Machlas, Grieks voetballer
- 1973 - Sandra Pires, Braziliaans beachvolleybalster
- 1974 - Chris Bart-Williams, Sierra Leonees-Engels voetballer (overleden 2023)
- 1974 - Hugo Logtenberg, Nederlands journalist, publicist en tv-presentator
- 1975 - Brigt Rykkje, Nederlands schaatser
- 1975 - Bianca Vanhaverbeke, Belgisch actrice
- 1975 - Willemijn Verkaik, Nederlands zangeres en actrice
- 1976 - Ralph Miller, Nederlands golfer
- 1977 - Addy Engels, Nederlands wielrenner
- 1978 - Daniel Brühl, Duits acteur
- 1979 - Korneel Evers, Nederlands acteur en cabaretier
- 1979 - Hüsnü Kocabaş, Turks-Nederlands bokser
- 1980 - Thijs Al, Nederlands wielrenner
- 1980 - Martin Stranzl, Oostenrijks voetballer
- 1980 - Sibel Kekilli, Duits actrice
- 1981 - Benjamin Becker, Duits tennisser
- 1982 - Jorge Azanza, Spaans wielrenner
- 1982 - Matt Costa, Canadees zanger
- 1982 - Stein Huysegems, Belgisch voetballer
- 1982 - Carli Lloyd, Amerikaans voetbalster
- 1982 - Missy Peregrym, Canadees actrice en model
- 1983 - Frederik Declercq, Belgisch voetballer
- 1985 - Hugo Bakker, Nederlands organist en muziekdocent (overleden 2021)
- 1985 - Baz, Belgisch hiphopartiest
- 1985 - Alessandro Ciompi, Italiaans autocoureur
- 1986 - Daniel Böhm, Duits biatleet
- 1986 - Urby Emanuelson, Nederlands voetballer
- 1986 - Korie Homan, Nederlands paralympisch sportster
- 1986 - Fernando Muslera, Uruguayaans voetballer
- 1987 - Gerald Beugnies, Belgisch voetballer
- 1987 - Benjamin Lariche, Frans autocoureur
- 1987 - Christian Kabeya, Belgisch voetballer
- 1987 - Tobias Wendl, Duits rodelaar
- 1988 - Mark Bloemendaal, Nederlands voetballer
- 1988 - Marit Bouwmeester, Nederlands zeilster
- 1988 - Thierry Neuville, Belgisch rallypiloot
- 1988 - Manuela Soccol, Belgisch atlete
- 1989 - Thomas Carpels, Belgisch voetballer
- 1990 - John Newman, Brits zanger
- 1991 - Kai Merckx, Nederlands radio-dj
- 1992 - Vladimir Morozov, Russisch zwemmer
- 1993 - Gnash, Amerikaans zanger, dj en producent
- 1993 - Artur Janosz, Pools autocoureur
- 1993 - Jordy van Loon, Nederlands zanger
- 1994 - Kotuku Ngawati, Australisch zwemster
- 1995 - Jake Dennis, Brits autocoureur
- 1995 - Jerlan Pernebekov, Kazachs wielrenner (overleden 2014)
- 1995 - Joseph Schooling, Singaporees zwemmer
- 1995 - Mattia Zaccagni, Italiaans voetballer
- 1997 - Paulina Dudek, Pools voetbalster
- 1997 - Katharina Gallhuber, Oostenrijks alpineskiester
- 1997 - Joe Roberts, Amerikaans motorcoureur
- 1997 - Jasmin Sehan, Duits voetbalster
- 1998 - Ritsu Doan, Japans voetballer
- 1999 - Lindsey Jordan, Amerikaans singer-songwriter
- 2000 - Ye Yifei, Chinees autocoureur
- 2001 - Victor Martins, Frans autocoureur
- 2002 - Bailey Marsh, Australisch darter
- 2004 - Nicole van de Vosse, Nederlands volleybalster
- 2005 - Milton Delgado, Argentijns voetballer

## Overleden

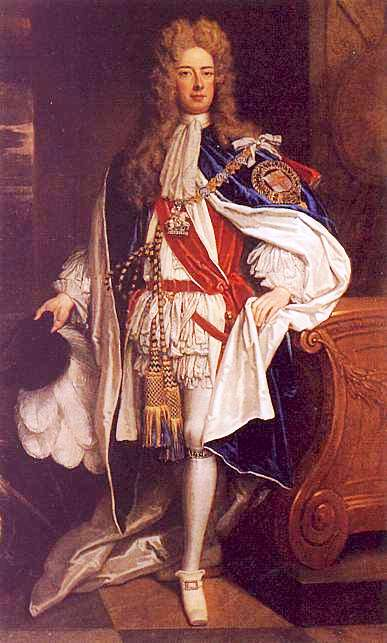
John Churchill, hertog van Marlborough
overleden in 1722

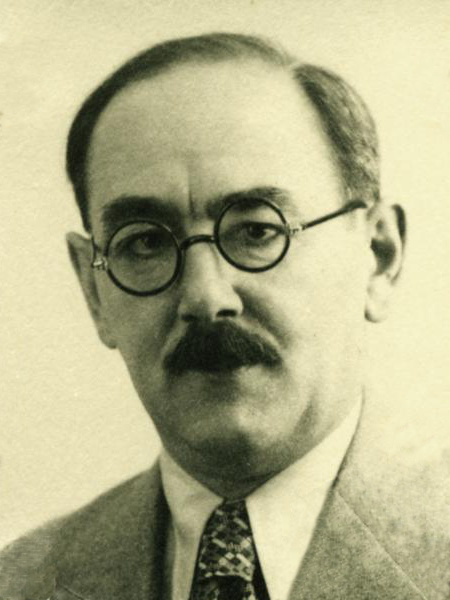
Imre Nagy
overleden in 1958

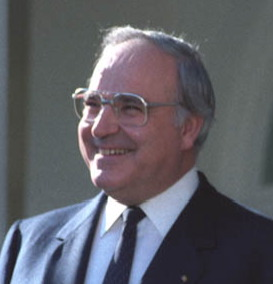
Helmut Kohl
overleden in 2017

- 551 - Aurelianus (28), aartsbisschop van Arles
- 1047 - Poppo van Babenberg (61), aartsbisschop van Trier
- 1246 - Lutgardis van Tongeren (64), Belgisch heilige en mystica
- 1509 - Filips van Nassau-Idstein (59), graaf van Nassau-Idstein
- 1576 - Hadrianus Junius (64), stadsarts te Haarlem, humanist en dichter
- 1666 - Richard Fanshawe(ca. 58), Engels diplomaat, dichter en vertaler
- 1722 - John Churchill (72), 1e hertog van Marlborough, Engels veldheer
- 1816 - Eugène de Laprade (52), abt in de orde van de Trappisten
- 1848 - Lodewijk II van Hessen-Darmstadt (70), groothertog van Hessen en aan de Rijn
- 1932 - Frederik van Eeden (72), Nederlands schrijver
- 1945 - Nikolaj Berzarin (41), Russisch generaal
- 1958 - Pál Maléter (40), Hongaars militair
- 1958 - Imre Nagy (62), Hongaars politicus
- 1960 - Algisto Lorenzato (Batatais) (50), Braziliaans voetballer
- 1963 - Richard Dombi (75), Oostenrijks voetbaltrainer
- 1968 - Hans Gispen (62), Nederlands politicus, ambtenaar en topfunctionaris
- 1969 - Jan Hanlo (57), Nederlands schrijver en dichter
- 1970 - Heino Eller (83), Estisch componist
- 1977 - Wernher von Braun (65), Duits-Amerikaans raketpionier
- 1981 - Cor Lemaire (73), Nederlands pianist, dirigent en componist
- 1983 - Barend de Graaff (84), Nederlands schrijver
- 1986 - Maurice Duruflé (84), Frans componist
- 1990 - Dini Kerkmeester (68), Nederlands zwemster
- 1990 - Eva Turner (98), Brits sopraan
- 1991 - Vicki Brown (50), Brits zangeres
- 1996 - Edmond Beel (85), Nederlands hulpbisschop van het bisdom Roermond
- 1998 - Fred Wacker (79), Amerikaans autocoureur
- 2000 - Nagako Kuni (97), keizerin van Japan
- 2001 - Marta Hillers (90), Duits journaliste en auteur
- 2001 - Wim Thomassen (91), Nederlands politicus
- 2006 - Barbara Epstein (77), Amerikaans journaliste, geschiedkundige en sociologe
- 2006 - Khamis al-Obeidi (39), Iraaks advocaat
- 2006 - Thiounn Thioeunn (86), Cambodjaans politicus
- 2008 - Tom Compernolle (32), Belgisch atleet en militair
- 2009 - Peter Arundell (75), Brits autocoureur
- 2009 - Jan Matterne (86), Belgisch scenarist
- 2011 - Östen Mäkitalo (72), Zweeds elektrotechnisch ingenieur, uitvinder van de mobiele telefoon
- 2012 - Nayef bin Abdoel Aziz al-Saoed (78), Saoedisch kroonprins en minister
- 2012 - Charles Hanin (97), Belgisch politicus
- 2012 - Susan Tyrrell (67), Amerikaans actrice
- 2013 - Josip Kuže (61), Kroatisch voetballer en voetbalcoach
- 2014 - Vera Veroft (77), Belgisch actrice
- 2016 - Jo Cox (41), Brits parlementslid, doodgeschoten
- 2016 - Luděk Macela (65), Tsjechisch voetballer
- 2017 - John G. Avildsen (81), Amerikaans filmregisseur
- 2017 - Helmut Kohl (87), Duits bondskanselier
- 2017 - Ren Rong (99), Chinees generaal-majoor en politicus
- 2017 - Jan Valkestijn (88), Nederlands priester en componist
- 2018 - Martin Bregman (92), Amerikaans filmproducent
- 2018 - Gennadi Rozjdestvenski (87), Russisch dirigent
- 2019 - Francine Shapiro (71), Amerikaans psychologe
- 2020 - Eduardo Cojuangco jr. (85), Filipijns topman en politicus
- 2020 - Jannie van Eyck-Vos (84), Nederlands atlete
- 2020 - Gerda Mylle (66),  Belgisch politica
- 2020 - Edén Pastora (83), Nicaraguaans politicus
- 2021 - Valeer Deschacht (96), Belgisch priester en bestuurder
- 2021 - Marc Goblet (64), Belgisch syndicalist
- 2021 - Fernand Lambrecht (86), Belgisch dichter en schrijver van aforismen
- 2022 - Steinar Amundsen (76), Noors kanovaarder
- 2022 - Tony Bosković (89), Australisch voetbalscheidsrechter
- 2022 - Jan van Hemert (89), Nederlands decorontwerper
- 2022 - Robert Schoukens (94), Belgisch atleet
- 2023 - Daniel Ellsberg (92), Amerikaans defensieanalist
- 2023 - Gino Mäder (26), Zwitserse wielrenner
- 2023 - Paxton Whitehead (85), Brits-Amerikaans televisie- en theateracteur, toneelregisseur en toneelschrijver
- 2024 - Jodie Devos (35), Belgische sopraan en operazangeres
- 2024 - Willy Dullens (79), Nederlands voetballer
- 2024 - Charles Pahlad (81), Surinaams musicus, ondernemer en politicus
- 2024 - Bob Schul (86), Amerikaans atleet
- 2025 - Theo Coumans (76), Nederlands drummer

## Viering/herdenking
- Zuid-Afrika: Dag van de jeugd

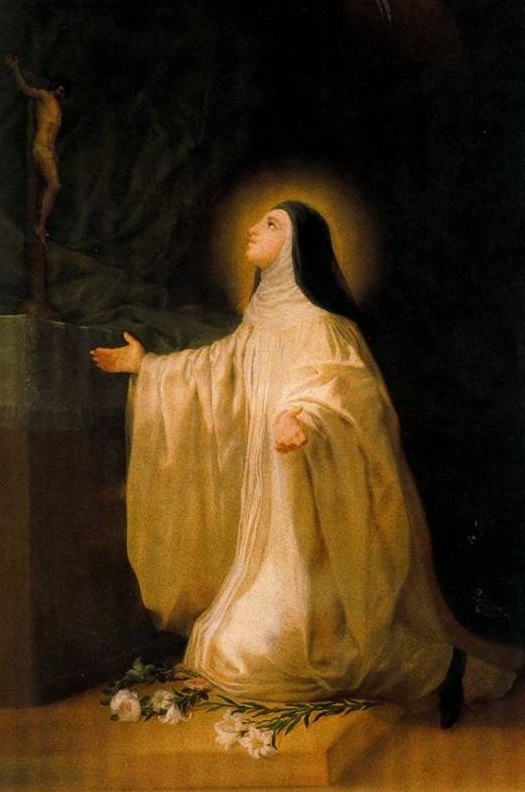
H. Lutgart van Tongeren

- Ierland en elders: Bloomsday - naar aanleiding van James Joyce' boek Ulysses
- Rooms-katholieke kalender:
  - Heilige Lutgart van Tongeren, Patrones van de Vlaamse Beweging († 1246) - Gedachtenis (in Vlaamse bisdommen)
  - Heilige Benno (van Meißen), Patroon van het Bisdom Dresden-Meißen, van Beieren, van de stad München, van vissers en stoffenwevers († 1660)
  - Heilige Juli(e)tta (en Cyricus) (van Tarsus) († c. 301)
  - Heiligen Justinus en Aureus van Mainz († 450)
  - Heilige Aurelianus van Arles († 551)

## Weerextremen

### Nederland
| | Officiële records | Officiële records | Officiële records |      | Landelijke records | Landelijke records | Landelijke records                         |
| Gebeurtenis | Jaar              | Extreem           | Locatie           | Jaar | Extreem            | Locatie            |                                            |
| --- | ----------------- | ----------------- | ----------------- | ---- | ------------------ | ------------------ | ------------------------------------------ |
| Laagste etmaalgemiddelde temperatuur (°C) | 1923              | 9,3               | De Bilt           |      | 1923               | 7,7                | Eelde                                      |
| Hoogste etmaalgemiddelde temperatuur (°C) | 1986              | 23,7              | De Bilt           |      | 1917               | 24,7               | Vlissingen                                 |
| Laagste minimumtemperatuur (°C) | 1956              | 1,8               | De Bilt           |      | 1985               | 0,2                | Deelen                                     |
| Hoogste minimumtemperatuur (°C) | 1986              | 15,8              | De Bilt           |      | 1917               | 18,4               | Vlissingen                                 |
| Laagste maximumtemperatuur (°C) | 1923              | 12,1              | De Bilt           |      | 1923               | 10,4               | De Kooy                                    |
| Hoogste maximumtemperatuur (°C) | 1917              | 31,2              | De Bilt           |      | 1917 2021          | 31,6 31,6          | Vlissingen Ell                             |
| Hoogste uurgemiddelde windsnelheid (m/s) | 1912              | 10,3              | De Bilt           |      | 1991               | 19,0               | Stavoren                                   |
| Hoogste windstoot (m/s) | 1991              | 19,0              | De Bilt           |      | 2011               | 26,0               | Hupsel                                     |
| Langste zonneschijnduur (uur) | 1957              | 15,5              | De Bilt           |      | 1957 1999, 2023    | 15,7 15,7          | De Kooy, Eelde De Kooy, Hoorn Terschelling |
| Langste neerslagduur (uur) | 1993              | 13,5              | De Bilt           |      | 1993               | 17,1               | Rotterdam                                  |
| Hoogste etmaalsom van de neerslag (mm) | 1965              | 25,4              | De Bilt           |      | 2020               | 40,5               | Voorschoten                                |
| Laagste etmaalgemiddelde relatieve vochtigheid (%) | 1920              | 40                | De Bilt           |      | 1917 1934          | 39 39              | Eelde Maastricht                           |
| Laagste uurwaarde luchtdruk op zeeniveau (hPa) | 1965              | 992,2             | De Bilt           |      | 1965               | 990,9              | Deelen                                     |
| Hoogste uurwaarde luchtdruk op zeeniveau (hPa) | 1983              | 1030,9            | De Bilt           |      | 1983               | 1032,2             | Vlissingen                                 |
| Officiële records worden altijd gemeten op het KNMI-weerstation in De Bilt. Landelijke records kunnen worden gemeten op elk officieel KNMI-weerstation in Nederland. |                   |                   |                   |      |                    |                    |                                            |

Uitzonderlijke gebeurtenissen
- 1917 - Officieel hoogste maximumtemperatuur in °C van het jaar gemeten in De Bilt: 31,2
- 1917 - Eerste officiële tropische dag van het jaar (maximumtemperatuur ≥ 30 °C in De Bilt)
- 1986 - Eerste officiële tropische dag van het jaar (maximumtemperatuur ≥ 30 °C in De Bilt)
- 2023 - Officieel langste zonneschijnduur in uren van het jaar gemeten in De Bilt: 15,3 (voorlopig). Samen met 10, 11, 13, 14 en 25 juni
- 2023 - Landelijk langste zonneschijnduur in uren van het jaar gemeten in De Kooy en Hoorn Terschelling: 15,7 (voorlopig). Samen met 14, 15 en 25 juni
- 2023 - Officieel langste zonneschijnduur in uren van juni dit jaar gemeten in De Bilt: 15,3. Samen met 10, 11, 13, 14 en 25 juni
- 2023 - Landelijk langste zonneschijnduur in uren van juni dit jaar gemeten in De Kooy en Hoorn Terschelling: 15,7. Samen met 14, 15 en 25 juni

### België
Dagrecords
- 1892 - Laagste etmaalgemiddelde temperatuur 8,7 °C
- 1858 - Hoogste etmaalgemiddelde temperatuur 24,9 °C
- 1892 - Laagste minimumtemperatuur 3,2 °C
- 1858 - Hoogste maximumtemperatuur 30,2 °C
- 1965 - Hoogste etmaalsom van de neerslag 32,2 mm

Uitzonderlijke gebeurtenissen
- 1965 - Neerslag tot 76 mm in Sint-Job-in-'t-Goor (Brecht).

<< · 1 · 2 · 3 · 4 · 5 · 6 · 7 · 8 · 9 · 10 · 11 · 12 · 13 · 14 · 15 · 16 · 17 · 18 · 19 · 20 · 21 · 22 · 23 · 24 · 25 · 26 · 27 · 28 · 29 · 30 · >>